# Mausolée de Turkan Ago
 (décembre 2023).
Le mausolée de Turkan Ago, également connu sous le nom de Shadi Mulk Aga, est un monument commémoratif à Samarkand,, en Ouzbékistan, construit en 1372. Il fait partie de l'ensemble de Chah-e-Zindeh. Turkan Ogo, la sœur d'Amir Temur, a fait construire ce tombeau en mémoire de sa fille décédée, Shodimulk Ogo (1370-1371). En 1383, Turkan Ogo elle-même a été enterrée à côté de sa fille. Le mausolée a une structure à une seule chambre avec un toit en dôme, et ses murs extérieurs sont simples. Ses dimensions sont de 8,65 m sur 9,85 m. Le devant et les côtés intérieurs du mausolée sont ornés de carreaux de mosaïque complexes, de rideaux en soie et de tissus fins de couleur turquoise. L'intérieur présente des inscriptions et des ornements, et le dôme est recouvert de tissus fins. Le mausolée est divisé en huit sections, chacune ornée d'étoiles et de motifs complexes. Les surfaces de l'iwan et de la zone au-dessus de l'entrée portent les noms des maîtres artisans de Samarkand, à savoir Shamsiddin, Badriddin et Zayniddin, écrits en turquoise. Le mausolée a été étudié en 1954 et des travaux de restauration ont été réalisés depuis lors,. Il reflète les réalisations artistiques des habitants aux XIVe et XVe siècles dans les arts commémoratifs et décoratifs.

## Description
Le mausolée de Turkan Ogo est considéré comme la première structure construite dans Chah-e-Zindeh par Amir Temur. Shodimulk Ogo, décédée à l'âge de 11 ans le 29 décembre 1371, a été enterrée dans ce mausolée.

« C'est un jardin céleste qui contient un coffre au trésor caché. Dans ce mausolée, des perles précieuses sont dissimulées. Un délicat cyprès y pousse, ce qui permet de comparer cet endroit au paradis. Bien que parmi les défunts, même s'il peut y avoir un sceau d'autorité sur son mausolée, Sulayman, tel que Solomon, a mystérieusement disparu,,. »

## Partie intérieure
La partie intérieure du mausolée de Shodimulk Ogo est ornée de rideaux en soie,,. Elle est recouverte de majolique jusqu'à la section du dôme, décorée de terres cuites émaillées et peintes. La majolique est harmonisée avec une couleur bleue. Sur le toit du mausolée, deux chambres funéraires (qui n'ont pas été étudiées archéologiquement) sont disposées du nord au sud. L'une, située au centre du mausolée, a des dimensions de 2,5 mètres sur 1,2 mètre, et la seconde, près du mur ouest, a des dimensions de 1,5 mètre sur 3,6 mètres. La hauteur des chambres est estimée à environ 1,3-1,4 mètres. Après être entré à l'intérieur, un corridor a été élevé à environ 1,2-1,5 mètre. À l'intérieur, dès l'entrée, trois ou quatre alcôves sont présentes dans les murs du bâtiment. Le mausolée présente à la fois à l'intérieur et à l'extérieur des carreaux de mosaïque complexes et des rideaux en soie exécutés dans une couleur turquoise émaillée par les artisans mentionnés ci-dessus. Devant le mausolée de Shodimulk Ogo, parmi les carreaux décoratifs et les motifs de mosaïque, les noms des artisans ayant travaillé sur la construction sont préservés sous forme d'inscriptions. Ils sont mentionnés comme « Shamsiddin », « Badriddin » et « Zayniddin, fils de Shamsiddin de Boukhara »,,.

## Galerie

Galerie
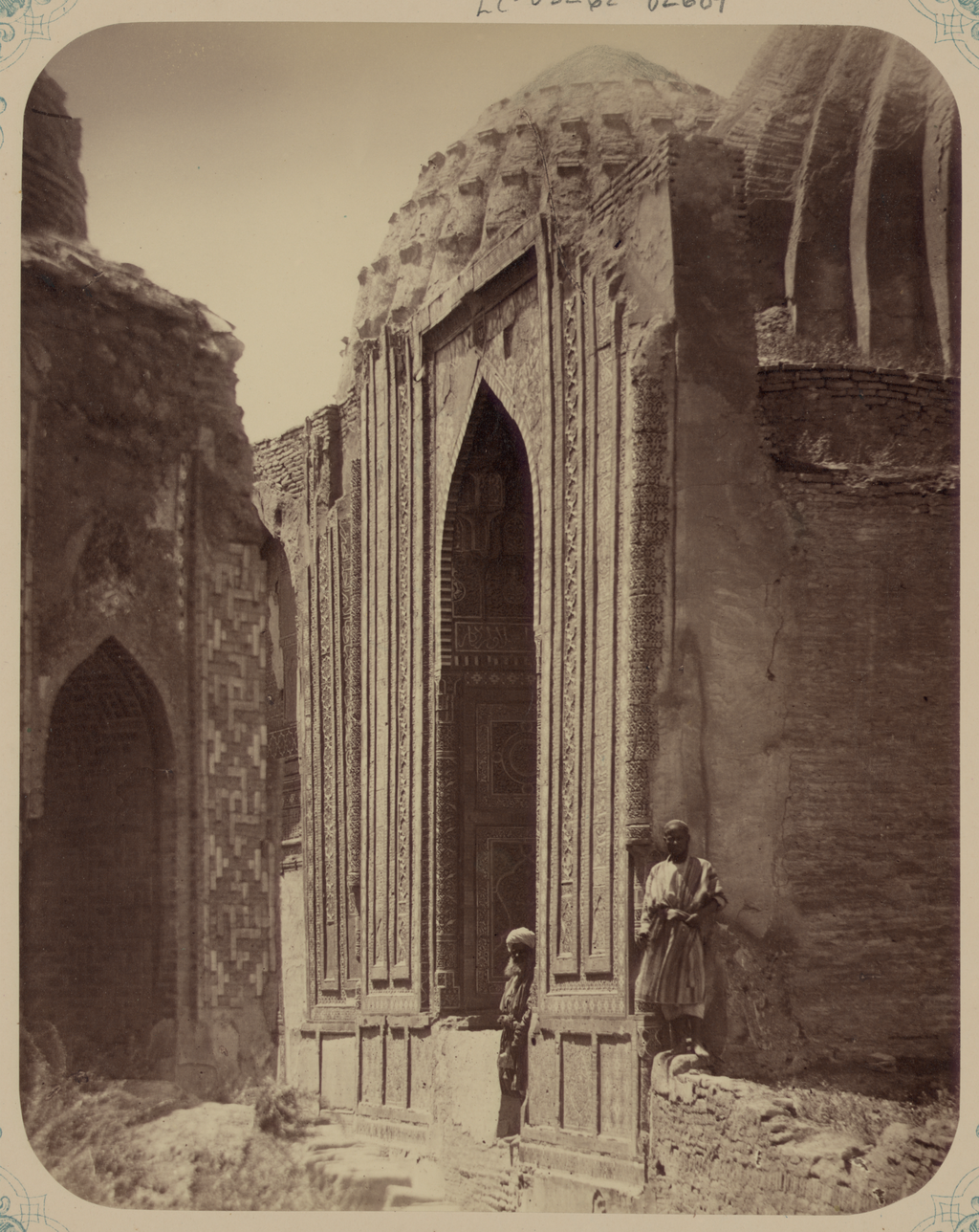
Année 1870
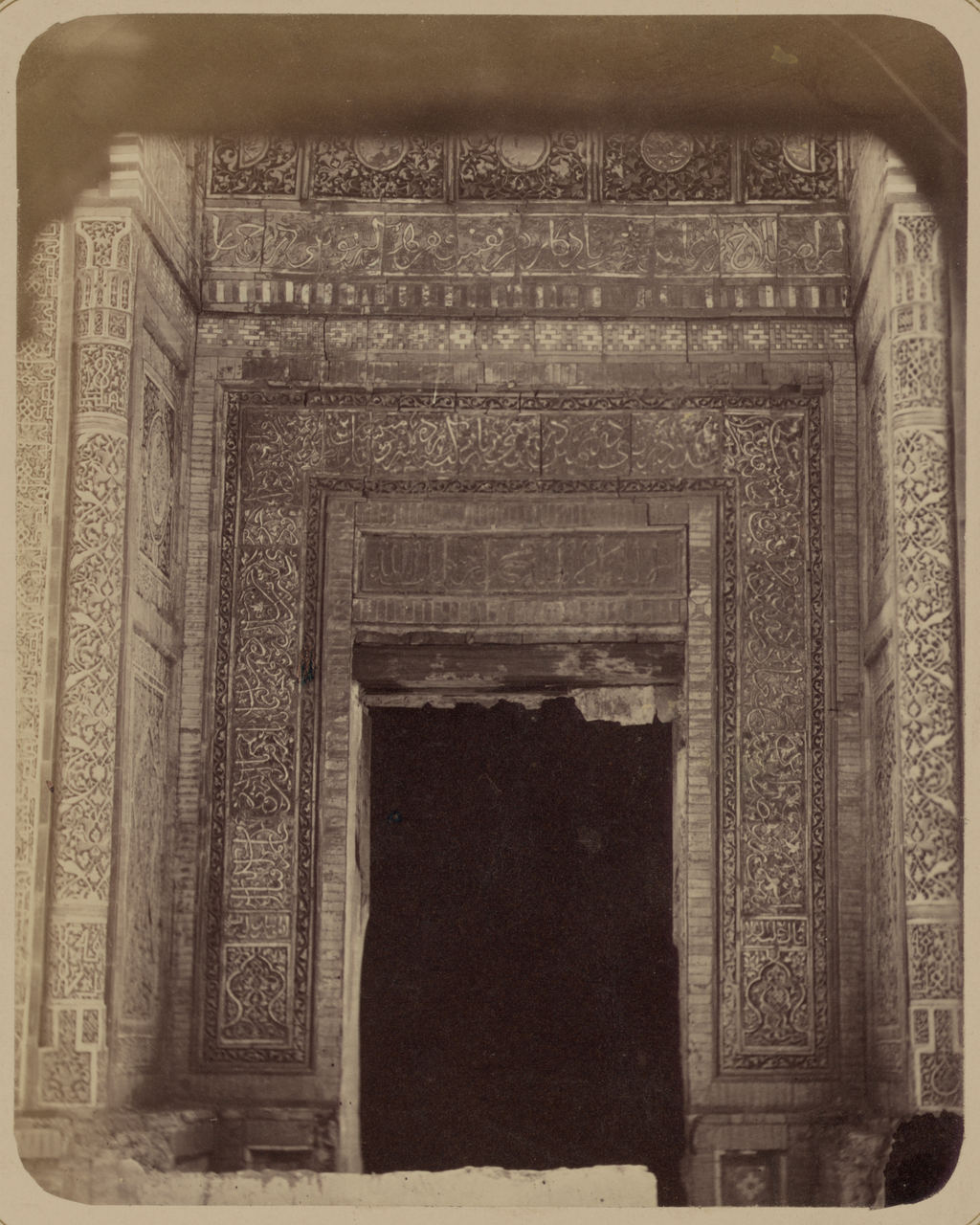
1870 année 1902
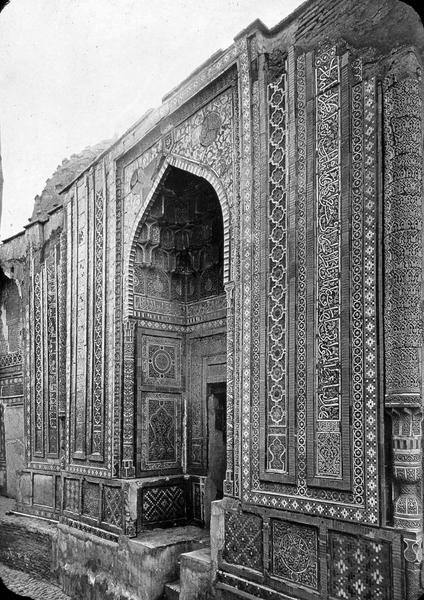
Année 1890
Année 1964
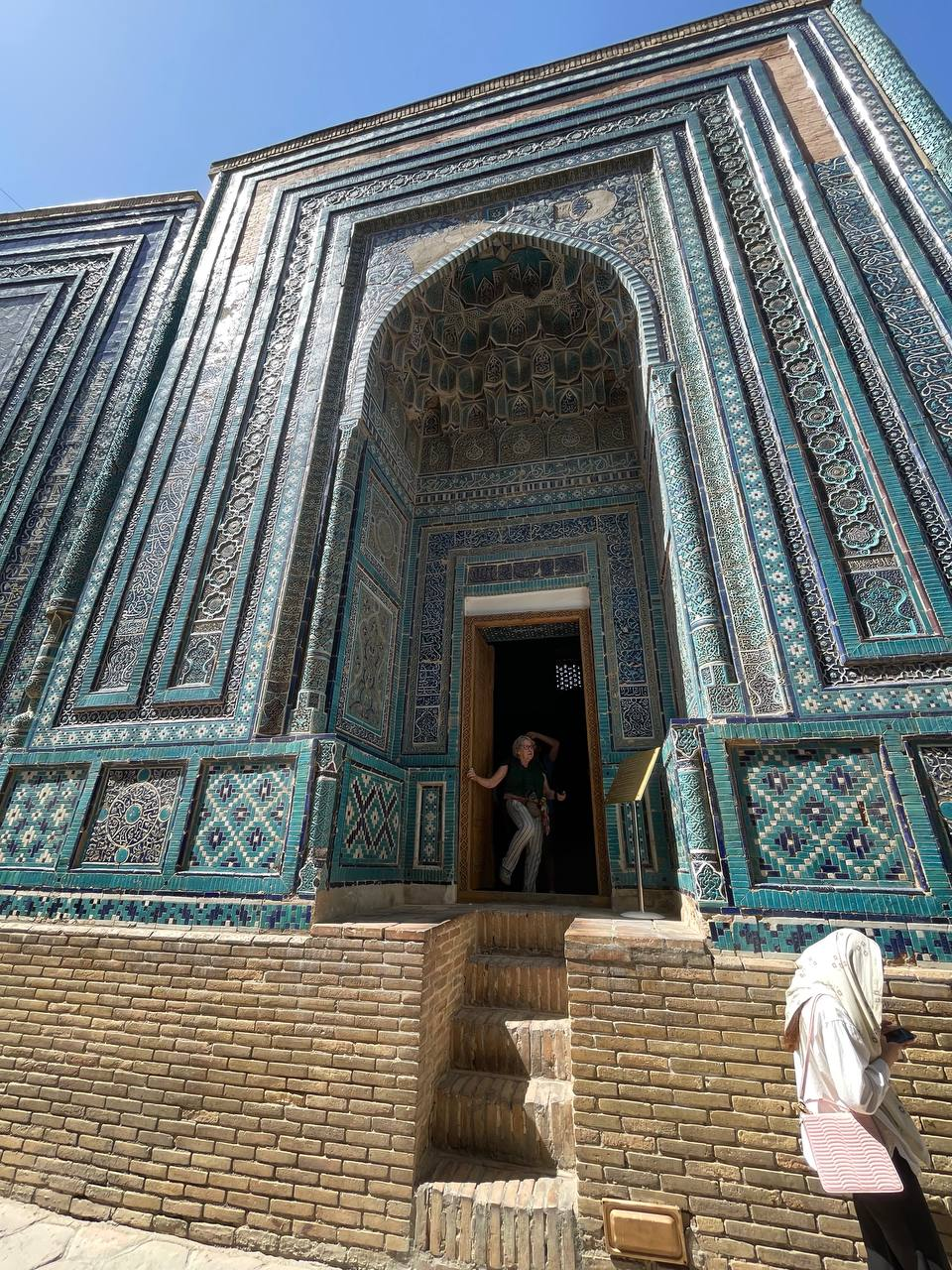
Vue de face du mausolée de Turkan Ago
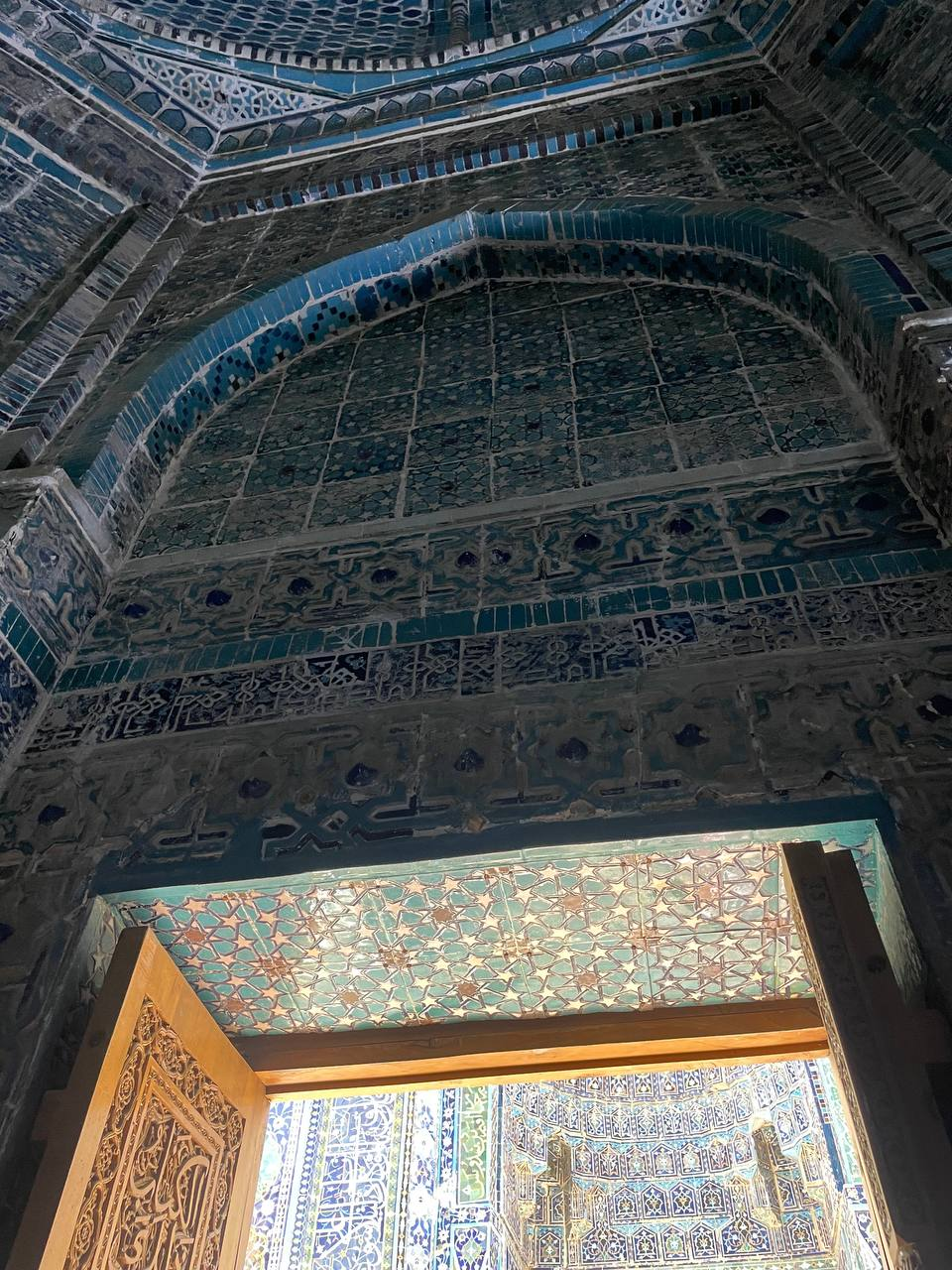
Année 2023
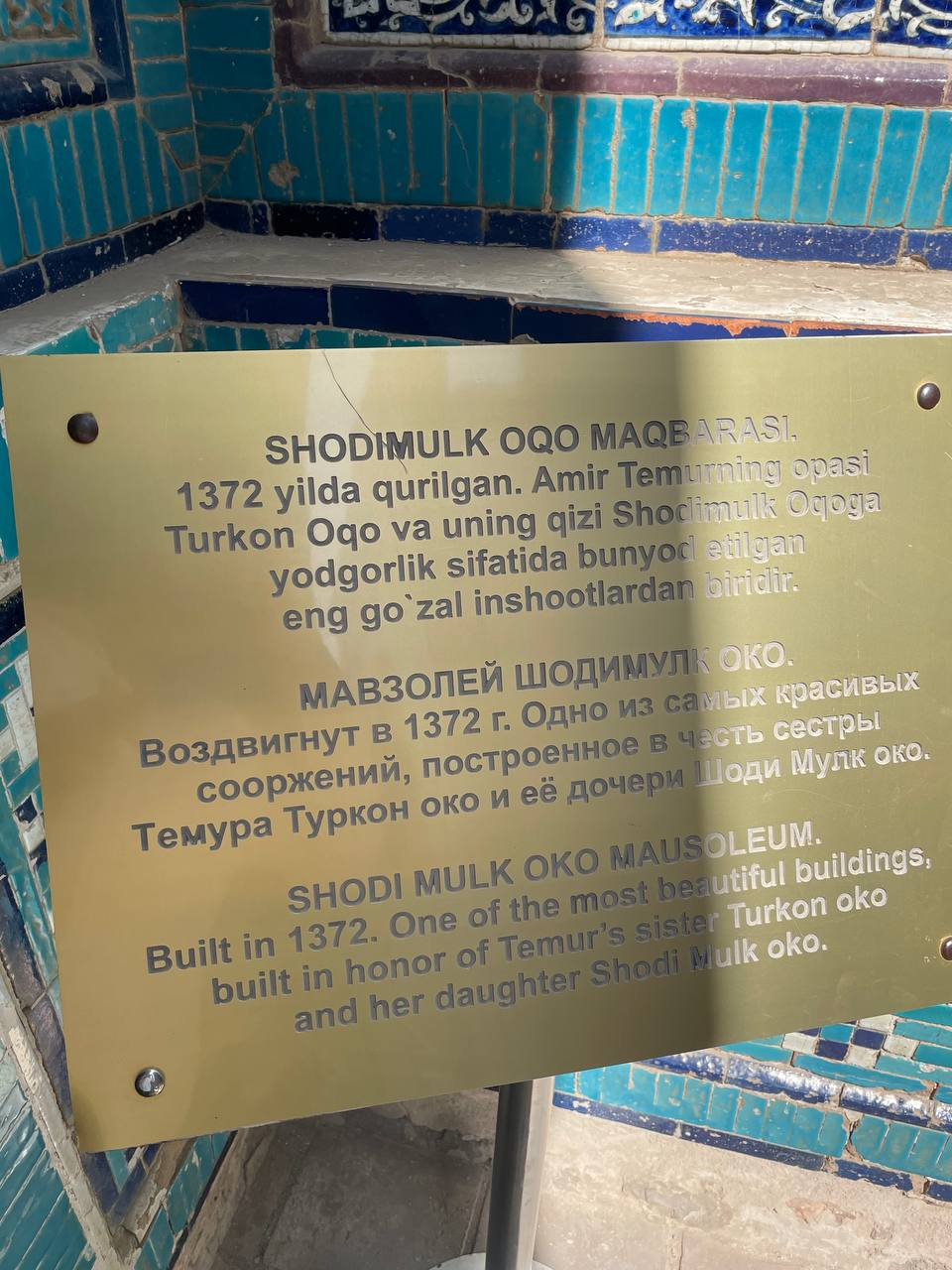
Plaque à l'entrée
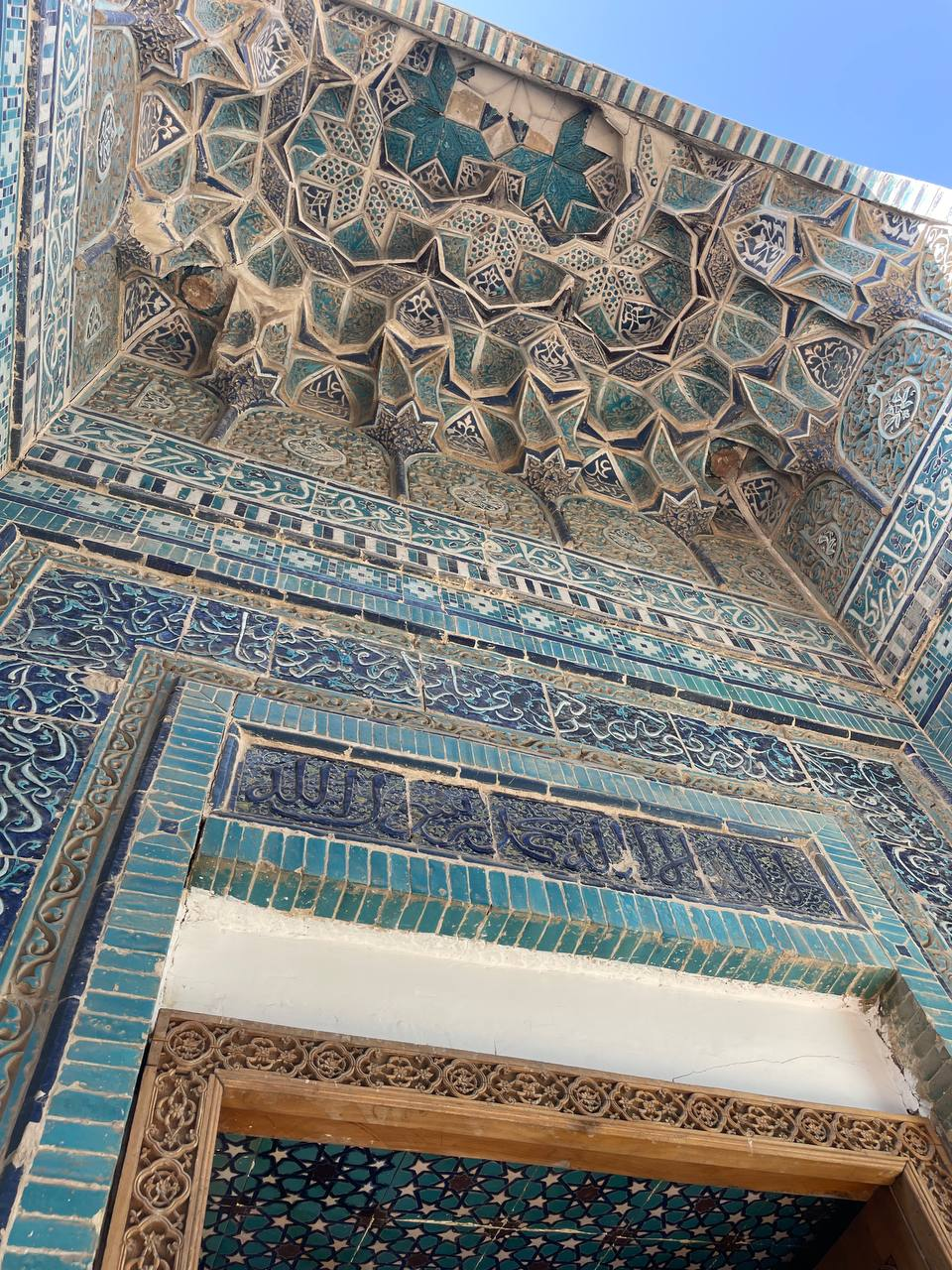
Iwan à l'avant
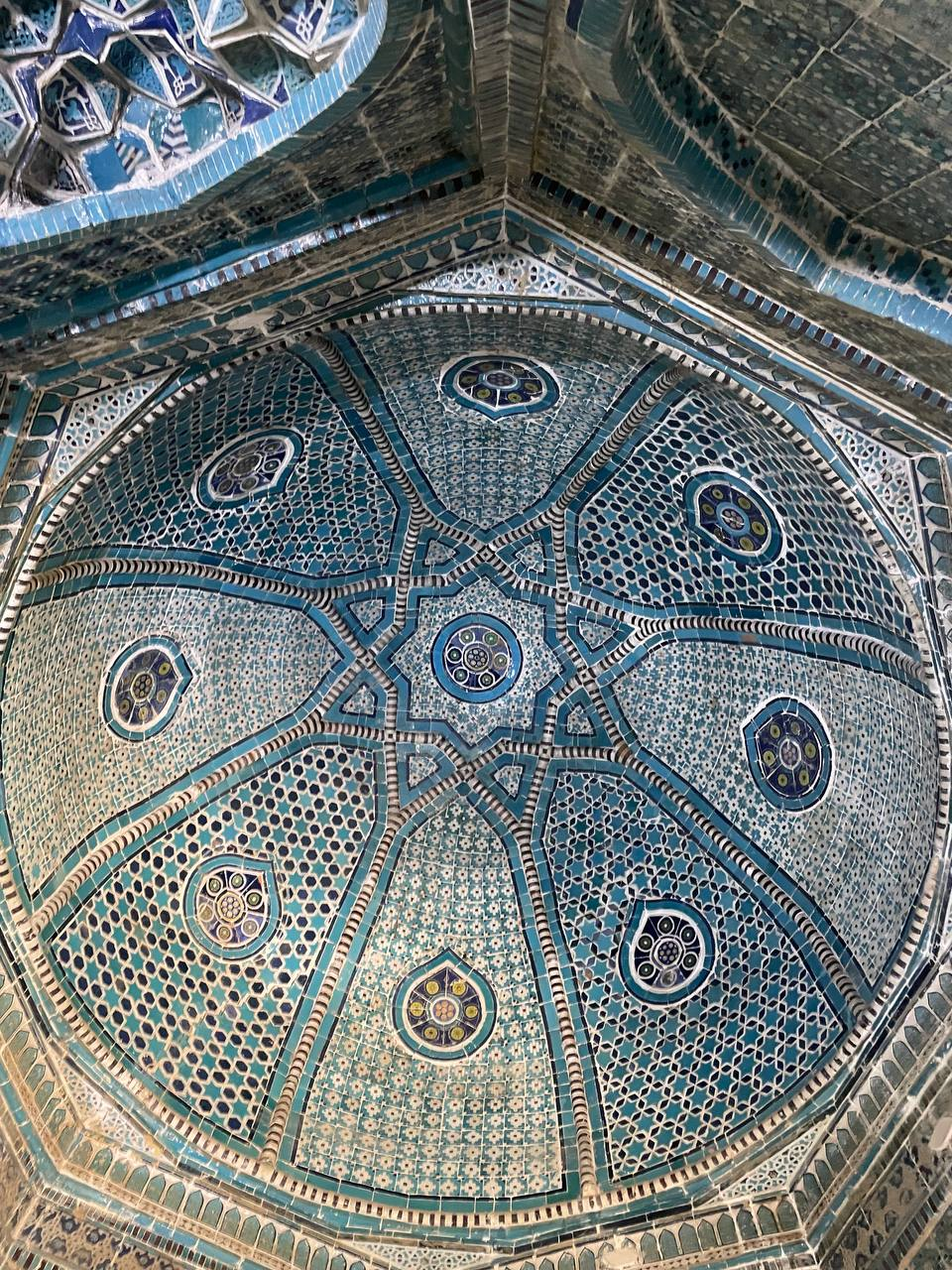
L'intérieur du dôme
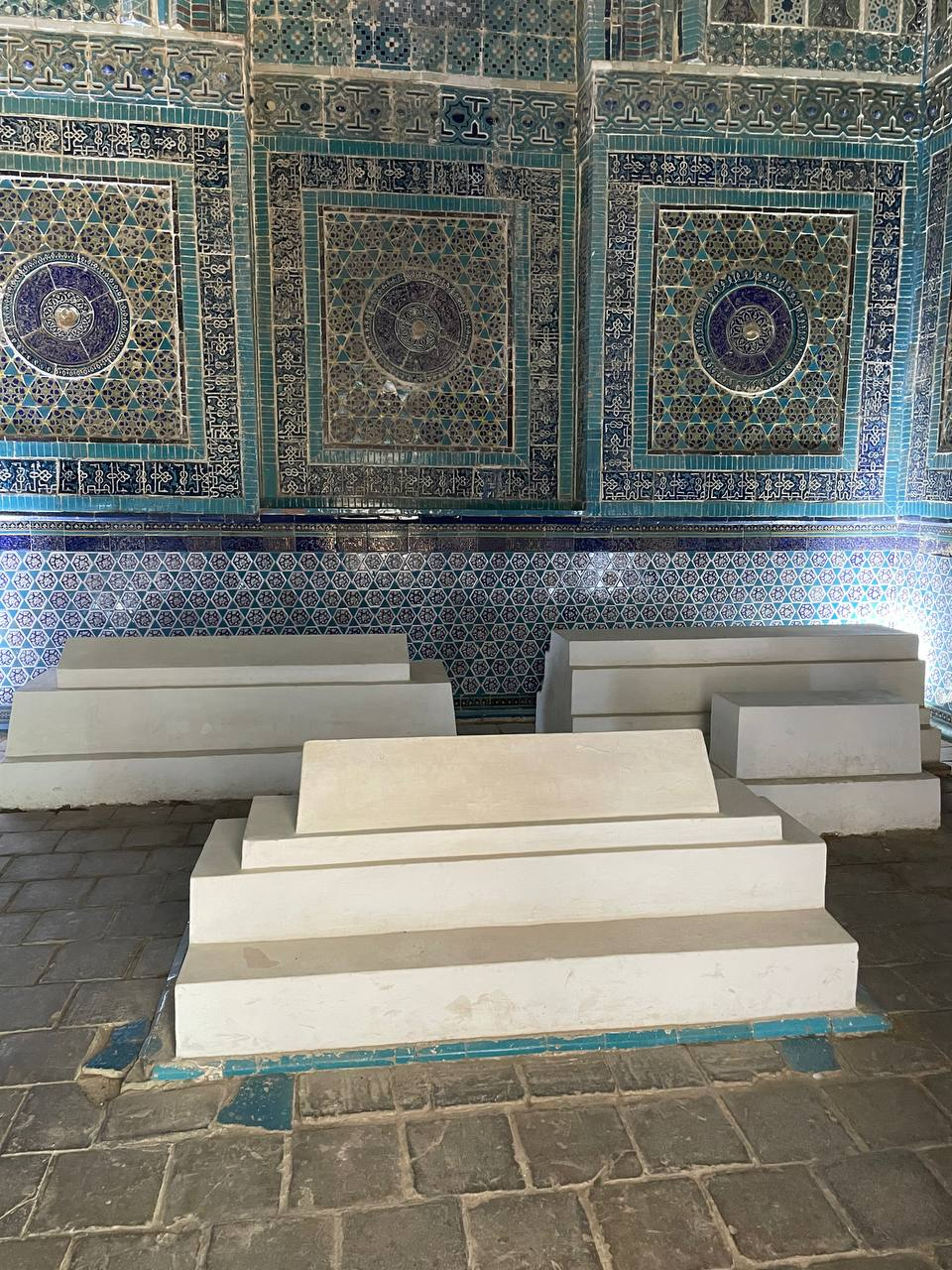
Tombes à l'intérieur du mausolée de Turkan Ago
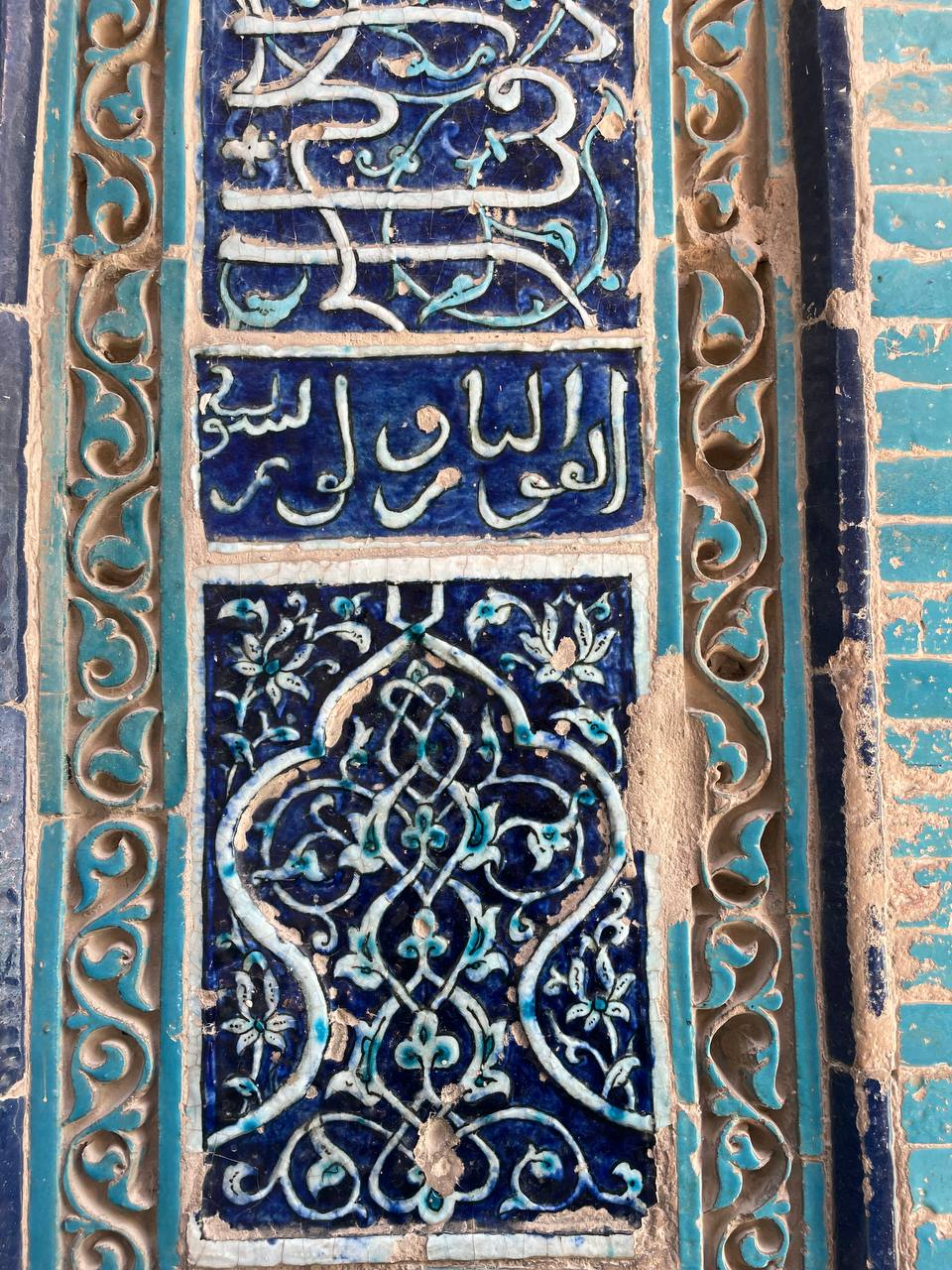
Décorations murales
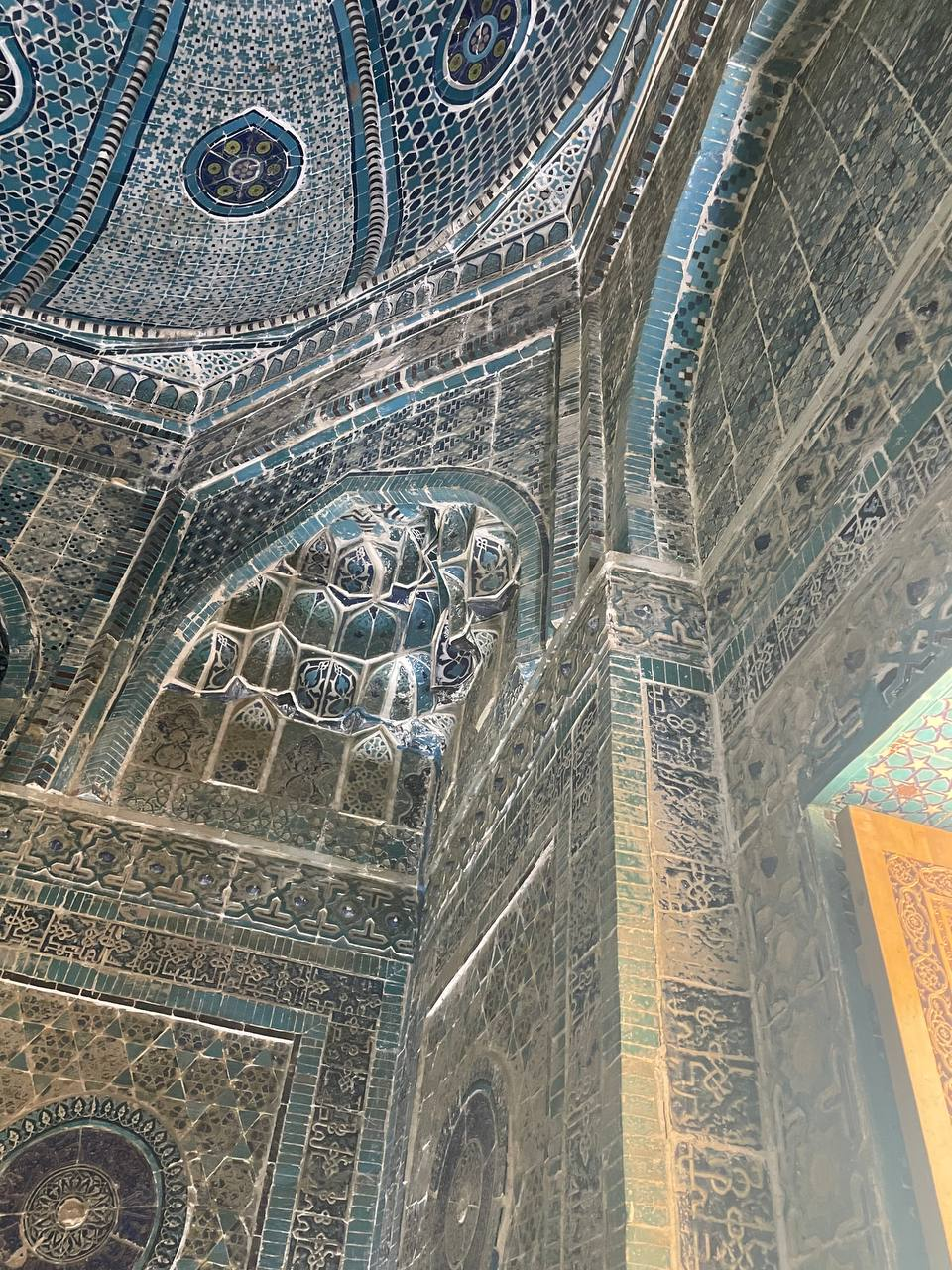
La partie intérieure du mausolée de Turkan Ago

## Littérature
- Nemtseva NB Ensemble Shahi-Zinda : histoire - archéologie - architecture des XI-XXI siècles. -Samarcande, 2019.
- Babadzhanov B., Rustamov U. Épigraphie du complexe mémorial « Shahi-Zinda » (textes, traductions) / Lecture de textes, traductions. — Samarcande, 2015.
- Bulatov MS Harmonisation géométrique dans l'architecture de l'Asie centrale aux IXe et XVe siècles. -Moscou, 1988.
- Gul EV Décor architectural de l'époque temuride. Symboles et significations. - Tachkent, 2014.
- Masson ME À propos de l'origine du mausolée Turkanak à Samarkand. MITAU. Vol. 1,1950 — pari 46-48.